# عيقره السفلى (الظهار)

تعديل مصدري - تعديل

عيقره السفلى هي إحدى قرى عزلة انامر بمديرية الظهار التابعة لمحافظة إب، بلغ تعداد سكانها 1447 نسمة حسب تعداد اليمن لعام 2004.